# Bernhard Kytzler
Bernhard Kytzler (* 16. August 1929 in Hindenburg-Mathesdorf; † 6. Oktober 2022 in Berlin) war ein deutscher klassischer Philologe.

## Leben und Werk
Bernhard Kytzler wurde an der Freien Universität Berlin 1956 mit einer Arbeit über die Thebais des Publius Papinius Statius promoviert. 1964/1965 hielt er sich als Fellow am Center for Hellenic Studies der Harvard University auf. Er habilitierte sich 1970 an der FU Berlin und lehrte dort ab 1971 bis zu seiner Emeritierung 1992 als Professor. Gastprofessuren übernahm er an den Universitäten Frankfurt (1966/1967), Fordham (1968/1969), Changchun (Volksrepublik China, 1987 und 1995/96 am Institute for the History of Ancient Civilizations) sowie seit 1992 an der Universität von Natal in Durban, Südafrika.
Kytzler beschäftigte sich mit einem weiten Themenspektrum innerhalb der Klassischen Philologie, insbesondere mit dem Neulatein und dem Nachleben der Antike. Er veröffentlichte zahlreiche Übersetzungen antiker Autoren. 1965 gab er die erste lateinisch-deutsche Ausgabe des Octavius von Marcus Minucius Felix heraus. Er war Mitglied der Historischen Kommission für Schlesien. Er starb im Alter von 93 Jahren in der Nacht vom 5. auf den 6. Oktober 2022. Sein Grab befindet sich auf dem Friedhof Columbiadamm.

## Werke (Auswahl)
- Statius-Studien. Beiträge zum Verständnis der Thebais. Dissertation, Freie Universität Berlin 1956.
- William Shakespeare: Julius Caesar. Dokumentation (= Dichtung und Wirklichkeit. Band 3). Ullstein, Frankfurt am Main/Berlin 1963.
- William Shakespeare: Coriolan. Dokumentation (= Dichtung und Wirklichkeit. Band 26). Ullstein, Frankfurt am Main/Berlin 1965.
- Horaz. Eine Einführung. Artemis, München/Zürich 1985, ISBN 3-7608-1317-8 (Neuausgabe, Reclam, Stuttgart 1996, ISBN 3-15-009603-0).
- Die Klassiker der römischen Literatur. Die grossen Autoren von der altröm. Republik bis zum Frühchristentum. ECON, Düsseldorf 1985, ISBN 3-612-10030-0.
- Die Klassiker der griechischen Literatur. Die grossen Autoren von Homer bis zum Hellenismus. ECON, Düsseldorf 1986, ISBN 3-612-10042-4.
- mit Dietmar Najock: Concordantia in Minuci Felicis Octavium (= Alpha – Omega. Reihe A: Lexika, Indizes, Konkordanzen zur klassischen Philologie. Band 72). Olms, Hildesheim 1991, ISBN 3-487-09395-2.
- mit Lutz Redemund: Unser tägliches Latein: Lexikon des lateinischen Spracherbes (= Kulturgeschichte der antiken Welt. Band 52). Philipp von Zabern, Mainz 1992, ISBN 3-8053-1296-2 (6. Auflage, ebenda 2006, ISBN 3-8053-1301-2; 7. Auflage, ebenda 2007, ISBN 978-3-8053-1301-8).
- Marchia resurge. Erhebe Dich Du Mark. Nachrichten aus der Humanistenzeit Berlins und der Mark Brandenburg. Ausstellung aus den Beständen der Staatsbibliothek zu Berlin – Preussischer Kulturbesitz 9. April – 31. Mai 1992 (= Staatsbibliothek zu Berlin: Ausstellungskataloge. Neue Folge, Band 1). Reichert, Wiesbaden 1992, ISBN 3-88226-542-6.
- mit Joachim Latacz und Klaus Sallmann: Klassische Autoren der Antike. Literarische Porträts von Homer bis Boethius. Insel-Verlag, Frankfurt am Main/Leipzig 1992, ISBN 3-458-16209-7 (Neuausgabe unter dem Titel Kleine Enzyklopädie der antiken Autoren. Literarische Porträts von Homer bis Boethius. Ebenda 1996, ISBN 3-458-33556-0).
- Frauen der Antike. Von Aspasia bis Zenobia. Artemis & Winkler, München/Zürich 1994, ISBN 3-7608-1084-5 (Neuausgabe, ebenda 1997, ISBN 3-458-33598-6; Neuausgabe, ebenda 2000, ISBN 3-7608-1224-4; Neuausgabe, Patmos, Düsseldorf 2001, ISBN 3-491-69043-9).
- Reclams Lexikon der griechischen und römischen Autoren. Reclam, Stuttgart 1997, ISBN 3-15-029618-8 (Überarbeitete und aktualisierte Neuauflage, Reclam, Stuttgart 2007, ISBN 978-3-15-017669-6).
- Mythologische Frauen der Antike. Von Acca Larentia bis Zeuxippe. Artemis & Winkler, Düsseldorf/Zürich 1999, ISBN 3-538-07091-1.
- mit Lutz Redemund und Nikolaus Eberl: Unser tägliches Griechisch. Lexikon des griechischen Spracherbes (= Kulturgeschichte der antiken Welt. Band 88). Philipp von Zabern, Mainz 2001, ISBN 3-8053-2816-8 (3. Auflage, ebenda 2007, ISBN 978-3-8053-2816-6).
- Sermones Salisburgenses XII. Zwölf Vorträge zu klassischen Texten und ihrem Nachleben (= Im Kontext. Band 25). Verlag Mueller-Speiser, Anif/Salzburg 2004, ISBN 3-85145-091-4.
- Laudes Silesiae. Späthumanistische Lobestexte auf Schlesien und seine Städte. Stiftung Kulturwerk Schlesien, Würzburg 2016, ISBN 978-3-929817-07-2.

Herausgeberschaften antiker Werke
- M. Minucius Felix, Octavius. Herausgegeben, übersetzt und eingeleitet. Kösel, München 1965 (Neuausgabe: Reclam, Stuttgart 1983, ISBN 3-15-009860-2; Neuausgabe, ebenda 1993).
- Erotische Briefe der griechischen Antike. Aristainetos, Alkiphron, Ailianos, Philostratos, Theophylaktos Simokattes (= Die Fundgrube. Nummer 32). Winkler, München 1967.
- Xenophon von Ephesos, Die Waffen des Eros oder Anthia und Habrokomas. Roman. Aus dem Griechischen übersetzt und eingeleitet. Propyläen, Berlin 1968.
- Longus, Daphnis und Chloe. Apulejus, Amor und Psyche. Ullstein, Frankfurt am Main/Berlin 1969.
- Marcus Tullius Cicero, Brutus. Lateinisch–deutsch (Tusculum-Bücherei). Heimeran, München 1970 (3. Auflage, Artemis, München/Zürich 1986, ISBN 3-7608-1519-7; 4. Auflage, ebenda 1990).
- Roma aeterna. Lateinische und griechische Romdichtung von der Antike bis in die Gegenwart. Ausgewählt, übersetzt und erledigt (Bibliothek der Alten Welt). Artemis, Zürich/München 1972, ISBN 3-7608-3618-6 (Sonderausgabe: Wissenschaftliche Buchgesellschaft, Darmstadt 1984).
- Marcus Tullius Cicero, Orator. Lateinisch–deutsch (Tusculum-Bücherei). Heimeran, München 1975, ISBN 3-7765-2175-9 (3. Auflage, Artemis, München/Zürich 1988, ISBN 3-7608-1525-1).
- Carmina Priapea: Gedichte an den Gartengott. Ausgewählt und erledigt von Bernhard Kytzler, übersetzt von Carl Fischer (Bibliothek der Alten Welt). Artemis-Verlag, München 1978, ISBN 3-7608-3651-8.
- Horaz, Oden und Epoden. Lateinisch/deutsch. Reclam, Stuttgart 1981, ISBN 3-15-009905-6 (3. Auflage, ebenda 1984; 4. Auflage, ebenda 1988; 5. Auflage, ebenda 1990; 6. Auflage, ebenda 1995; Neuausgabe, ebenda 2015, ISBN 978-3-15-009905-6).
- Xenophon, Abrokomes und Anthia. Die Liebenden von Ephesos. Röderberg-Verlag/Reclam, Frankfurt am Main/Leipzig 1981, ISBN 3-87682-746-9 (Neuausgabe: Reclam, Leipzig 1986, ISBN 3-379-00035-3).
- M. Minuci Felicis Octavius (Bibliotheca Teubneriana). Teubner, Leipzig 1982 (2. Auflage, ebenda 1992, ISBN 3-8154-1539-X).
- Im Reiche des Eros. Sämtliche Liebes- und Abenteuerromane der Antike. Mit einer Einleitung und Anmerkungen herausgegeben. 2 Bände, Winkler, München 1983, ISBN 3-538-05332-4 (Band 1) und ISBN 3-538-05333-2 (Band 2) (Neuausgabe, Albatros, Düsseldorf 2001, ISBN 3-491-96018-5).
- Herodot, Novellen. Ausgewählt, übertragen und erklärt. Teubner, Leipzig 1984 (Lizenzausgabe: Narr, Tübingen 1984, ISBN 3-87808-240-1).
- Glück im Unglück. Die abenteuerliche Geschichte von Apollonius, dem König von Tyrus. Artemis, Zürich 1985, ISBN 3-7608-0649-X.
- Horaz, Epistulae. Briefe. Lateinisch/deutsch. Reclam, Stuttgart 1986, ISBN 3-15-000432-2.
- Wundersame Geschichten aus der Naturkunde des Plinius. Ausgewählt und übertragen. Teubner, Leipzig 1987, ISBN 3-322-00348-5.
- Laudes Italiae. Lob Italiens. Griechische und lateinische Texte, zweisprachig. Reclam, Stuttgart 1988, ISBN 3-15-008510-1.
- Geister, Gräber und Gespenster. Antike Spukgeschichten. Ausgewählt, übertragen und erläutert. Teubner, Leipzig 1989, ISBN 3-322-00666-2.
- Platon, Atlantismythen. Ausgewählt und übertragen. Teubner, Leipzig 1991, ISBN 3-322-00790-1.
- Horaz, Sämtliche Gedichte. Lateinisch/Deutsch. Reclam, Stuttgart 1992, ISBN 3-15-028753-7.
- Römische Lyrik. Lateinisch/Deutsch. Reclam, Stuttgart 1994, ISBN 3-15-008995-6.
- Liebe und Eros. Spurensuche für Liebende. Zusammengestellt und mit einem Vorwort. Insel-Verlag, Frankfurt am Main/Leipzig 1994, ISBN 3-458-33313-4.
- Platons Mythen. Ausgewählt und eingeleitet. Insel-Verlag, Frankfurt am Main/Leipzig 1997, ISBN 3-458-33678-8.
- Horaz, Sämtliche Werke. Lateinisch/Deutsch. Verbesserte und aktualisierte Neuausgabe. Reclam, Stuttgart 2006, ISBN 3-15-018466-5 (durchgesehene und bibliographisch ergänzte Ausgabe, ebenda 2018, ISBN 978-3-15-018466-0).
- „Ich komme aus dem Staunen nicht heraus“. Platon zum Vergnügen. Reclam, Stuttgart 2009, ISBN 978-3-15-018617-6.
- Platon: Das Höhlengleichnis. Sämtliche Mythen und Gleichnisse. Insel-Verlag, Frankfurt am Main/Leipzig 2009, ISBN 978-3-458-35128-3.

Herausgeberschaften von Sammelbänden
- Eduard Norden, Kleine Schriften zum klassischen Altertum. Walter de Gruyter, Berlin 1966.
- Ciceros literarische Leistung (= Wege der Forschung. Band 240). Wissenschaftliche Buchgesellschaft, Darmstadt 1973, ISBN 3-534-04654-4.
- Rom als Idee (= Wege der Forschung. Band 656). Wissenschaftliche Buchgesellschaft, Darmstadt 1993, ISBN 3-534-10170-7.
- Eduard Norden (1868–1941). Ein deutscher Gelehrter jüdischer Herkunft (= Palingenesia. Band 49). Franz Steiner, Stuttgart 1994, ISBN 3-515-06588-1.